# Joven Guardia
La Joven Guardia (en ruso: Молодая гвардия) (transliterado: Molodaya Gvardiya) (en ucraniano: Молода гвардія) (transliterado: Moloda hvardya) era una organización clandestina antifascista del Komsomol, que actuaba en la ciudad soviética ocupada por los alemanes de Krasnodón (República Socialista Soviética de Ucrania). Sus miembros estuvieron activos durante la Segunda Guerra Mundial, hasta enero de 1943 y llevaron a cabo varios actos de sabotaje y de protesta, antes de ser destruidos por las fuerzas armadas alemanas. La mayoría de los miembros de la Joven Guardia, unas 80 personas, fueron torturados y luego ejecutados por los militares alemanes.

## Historia
La Joven Guardia se estableció poco después de que Krasnodón fuera ocupada por las fuerzas del Tercer Reich, el 20 de julio de 1942. Varios grupos de jóvenes se fusionaron, llamándose a sí mismos la Joven Guardia. Una de las primeras reuniones de la organización se realizó el 2 de octubre del mismo año. La organización insurgente estaba dirigida por la clandestinidad local del Partido comunista de Krasnodon, encabezada por Philipp Lyutikov. Lyutikov fue el exdirector del comité de padres de la cuarta escuela secundaria de Krasnodón, donde habían estudiado muchos miembros de la organización. Existe cierta controversia sobre el liderazgo de la Joven Guardia. Está ampliamente aceptado que el comandante era Iván Turkenich y el comisario político era Oleg Koshevoy, pero fuentes recientes afirman que los líderes eran otros miembros del Estado mayor de la Joven Guardia, Viktor Tretyakevich, Serguéi Tyulenin e Iván Zemnukhov. Había unos 100 miembros de la Joven Guardia, todos ellos adolescentes, trabajadores, alumnos de octavo, noveno y décimo curso, alumnos de Krasnodon y los pueblos y asentamientos cercanos. Debido a la naturaleza secreta de la Joven Guardia, solo las personas bien conocidas por los otros miembros de la organización, y que hicieron el juramento especial de fidelidad, podían convertirse en miembros de la organización. La mayoría de ellos pertenecían al Komsomol o fueron aceptados en el Komsomol al unirse a la Joven Guardia, 15 de ellos eran miembros del PCUS. Los miembros más activos y los fundadores de la organización formaron el Estado mayor de la Joven Guardia: Juliana Gromova, Oleg Koshevoy, Vasily Levashov, Liubov Shevtsova, Viktor Tretyakevich, Iván Turkenich, Serguéi Tyulenin e Iván Zemnukhov.

## Actividades
Entre las principales actividades de la organización se encuentra la liberación de 70 prisioneros de un campo de concentración alemán, el 15 de noviembre de 1942 (20 personas más fueron rescatadas del hospital del campo), el incendio del centro de reclutamiento de trabajadores, situado en Krasnodón, el 6 de diciembre de 1942. La Joven Guardia quemó una lista de unos 2.000 ciudadanos de Krasnodón, que estaban destinados a ser deportados al Tercer Reich, para salvarlos de la deportación, ocho banderas de la Unión Soviética fueron colgadas en los edificios más altos de Krasnodón, los días 6 y 7 de noviembre de 1942, para conmemorar el 25 aniversario de la Revolución de Octubre, alrededor de 5000 folletos antifascistas fueron impresos y difundidos en Krasnodón, durante la existencia de la organización de resistencia antifascista. Los miembros de la organización también destruyeron vehículos motorizados, cajas de municiones, suministros y bidones de combustible del enemigo fascista, junto con el partido comunista de Krasnodón, la Joven Guardia se preparó para llevar a cabo una rebelión armada antifascista, pero la traición dentro de la organización y el servicio de información del Ejército alemán, detuvieron sus preparativos.

## Traición y ejecuciones
Los alemanes sabían de la existencia de la organización clandestina e intentaron descubrir a sus miembros, finalmente lo lograron, ya que fueron ayudados por infiltrados y traidores, que actuaban dentro de la organización, las detenciones masivas comenzaron el 5 de enero de 1943, y duraron hasta el 11 de enero. Solamente 11 miembros de la organización insurgente lograron evadir a sus perseguidores. Todas las personas detenidas fueron torturadas. 71 de ellos, junto con los miembros de la clandestinidad del Partido Comunista, incluido su jefe Philipp Lyutikov, muchos de ellos todavía vivos, fueron arrojados a un pozo de 53 metros de profundidad, situado en la mina de carbón número 5, durante los días 15, 16, y 31 de enero de 1943. Oleg Koshevoy, Liubov Shevtsova, Viktor Subbotin, Dmitry Ogurtsov y Sergei Ostapenkov, fueron fusilados el 9 de febrero de 1943, en el parque de la ciudad de Rovenki, solamente cinco días después, el 14 de febrero de 1943, Krasnodón fue liberada por el Ejército Rojo de obreros y campesinos.

## Homenaje y legado

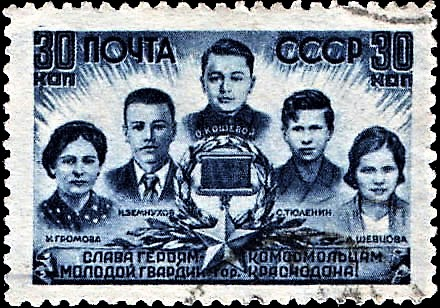
Sello de correos soviético en honor a varios miembros de la Joven Guardia. De izquierda a derecha: Yuliana Gromova, Iván Zemnukhov, Oleg Koshevoy, Serguéi Tyulenin y Liubov Shevtsova.

El 13 de septiembre de 1943, los cinco miembros de la Joven Guardia: Juliana Gromova, Oleg Koshevoy, Lyubov Shevtsova, Serguéi Tyulenin, e Iván Zemnukhov, recibieron el título de Héroe de la Unión Soviética a título póstumo, muchos otros miembros recibieron varias órdenes y medallas. El escritor soviético Aleksandr Fadéyev, escribió un libro superventas titulado: Molodaya Gvardiya (La guardia joven), en el que describía las actividades de la Joven Guardia, se rodó una película basada en esta novela.